# Agallia parvicauda
Agallia parvicauda är en insektsart som beskrevs av Rauno E. Linnavuori 1961. Agallia parvicauda ingår i släktet Agallia och familjen dvärgstritar. Inga underarter finns listade i Catalogue of Life.